# بلوار طبرسی
بلوار طبرسی (از حرم امام رضا تا کشف رود) یکی از خیابان‌های طولانی و  پر رفت‌وآمد  شهر مشهد است. این خیابان ازحرم امام رضا شروع می شود و به سمت شمال مشهد تا کشف رود امتداد می یابد. این بلوار دو تا از خاستگاه های تمدنی خراسان و مشهد را به هم پیوند می دهد. یکی حرم امام رضا که خاستگاه فرهنگی مذهبی مشهد است و دیگری کشف رود که خاستگاه زیست محیطی مشهد و طوس بوده است. خیابان طبرسی در ابتدای خود دارای میدانی به نام میدان طبرسی است سپس میدان  شهید گمنام (چهاراه مقدم) پس از آن به میدان فجر رسیده و پس از پل فجر ادامه می یابد. پس از میدان فجر، منطقه بلوار طبرسی شمالی یا به قولی بلوار دوم طبرسی شروع می شود و تا کشف رود ادامه می یابد.
وجه تسمیهٔ آن به این نام وجود آرامگاه  علامه طبرسی مفسر قرآن در سمت شمالی حرم امام رضا است .
این منطقه مردمانی خونگرم و مهربان دارد و به دلیل نزدیکی به حرم امام رضا یکی از پر تراکم‌ترین مناطق شهری مشهد می باشد. بلوار طبرسی دارای مترو می باشد. خط دو قطار شهری از انتهای طبرسی شمالی شروع می شود و پس از گذر از راه آهن، میدان شهدا، احمدآباد و کوهسنگی، به میدان شهید کاوه در رضاشهر می رسد. ۵ ایستگاه مترو از خط دو مترو در بلوار طبرسی قرار دارد. اگو در برخی مناطق طبرسی جنوبی و طبرسی شمالی اجرا شده ولی تکمیل نیست. با وجود جمعیت چند صدهزار نفری طبرسی، کمبود فضای سبز و مراکز آموزشی و فرهنگی در آن آشکار است.
در دوران قدیم که پل فجر ساخته نشده بود از انتهای بلوار طبرسی شمالی گنبد و گلدسته های حرم امام رضا قابل مشاهد بود۰
1. ↑  «جسد 2 کودک 7 و 10 ساله در بلوار سوم طبرسی کشف شد- اخبار خراسان رضوی - اخبار استانها تسنیم | Tasnim». خبرگزاری تسنیم | Tasnim. دریافت‌شده در ۲۰۲۳-۰۱-۱۱.
2. ↑  «معرفی هتل‌های خیابان طبرسی برای سفر نوروزی ارزان به مشهد | ایبنا». www.ibna.ir. دریافت‌شده در ۲۰۲۳-۰۵-۱۰.
3. ↑  «گنبد خشتی، گنبدی از دوره تیموری در خیابان طبرسی مشهد». قدس آنلاین. ۲۰۲۲-۱۲-۰۲. دریافت‌شده در ۲۰۲۳-۰۵-۱۰.
4. ↑  «ایستگاه شهید «مفتح» خط دوم قطار شهری مشهد به بهره برداری رسید». خبرگزاری مهر | اخبار ایران و جهان | Mehr News Agency. ۲۰۱۷-۰۸-۱۹. دریافت‌شده در ۲۰۲۳-۰۵-۱۰.
5. ↑  «شهرک بیوه‌ زنان در مشهد». روزنامه دنیای اقتصاد. دریافت‌شده در ۲۰۲۳-۰۵-۱۰.
6. ↑  «تعطیلی پارکینگ‌های زیرگذر حرم مطهر رضوی در سه روز آینده». خبرگزاری ایلنا. دریافت‌شده در ۲۰۲۳-۰۵-۱۰.
7. ↑  «200 میلیون مسافر توسط قطار شهری مشهد جابه‌جا شده‌اند- اخبار استانها تسنیم | Tasnim». خبرگزاری تسنیم | Tasnim. دریافت‌شده در ۲۰۲۳-۰۵-۱۰.
8. ↑  «۱۱۸۹ واحد صنفی مزاحم و آلاینده در منطقه چهار مشهد شناسایی شد». خبرگزاری مهر | اخبار ایران و جهان | Mehr News Agency. ۲۰۱۵-۱۲-۲۶. دریافت‌شده در ۲۰۲۳-۰۵-۱۰.
9. ↑  «بزرگراه دوم مشهد، سدی در برابر گسترش حاشیه نشینی». قدس آنلاین. ۲۰۲۳-۰۴-۱۳. دریافت‌شده در ۲۰۲۳-۰۵-۱۰.